# لوسيل سوندرز ماكدونالد
لوسيل سوندرز ماكدونالد (بالإنجليزية: Lucile Saunders McDonald)‏ هي صحفية أمريكية، ولدت في 1 سبتمبر 1898 في بورتلاند في الولايات المتحدة، وتوفيت في 23 يونيو 1992.